# إيلي كروس
إيلي كروس (بالإنجليزية: Eli Cross) هو كاتب سيناريو ومشغل كاميرا ومخرج أمريكي، ولد في 10 نوفمبر 1967 في فينيكس في الولايات المتحدة.

## وصلات خارجية
- الموقع الرسمي
- إيلي كروس على موقع IMDb (الإنجليزية)
- إيلي كروس على موقع ألو سيني (الفرنسية)
- إيلي كروس على موقع قاعدة بيانات الفيلم (الإنجليزية)
- إيلي كروس على موقع كينوبويسك (الروسية)